# Wilhelm Bendz
Wilhelm Ferdinand Bendz (født 20. marts 1804 i Odense, død 14. november 1832 i Vicenza) var en dansk guldaldermaler, bror til Carl Ludvig, Jacob Christian og Henrik Carl Bang Bendz.
Da han havde mere lyst til tegning end til at studere, blev Bendz taget ud af Odense lærde skole og sendt til København, hvor han under C.F. Hansens vejledning skulle være uddannet til bygmester, men han foretrak at gå på tegneskolen for malere.
Det var dog først, da han i C.W. Eckersbergs malerstue fik penslen i hånden, at hans talent kom til udbrud. Under Eckersberg uddannede Bendz sig på Det Kongelige Danske Kunstakademi i København 1820-1825. En konkurrence om guldmedaljen (1825) lykkedes ikke, og han besluttede nu at hellige sig portræt- og genremaleriet, der lå hans natur nærmere. For hvor kraftigt hans talent end udviklede sig i retning af finhed i tegning og sans for farvevirkning, synes han at have savnet opfindelsesevne eller anlæg for at give en handling, en ”fortælling” i sine billeder.
| To 'kendte værker' (infoboksen) |  |  |
|                                 |  |  |

Hans første arbejder, portræt af pastor Hornsyld (1825), ”Modelskolen på Kunstakademiet”, ”En ung kunstner (Blunck) betragtende en Skitse i et Spejl” og endelig det største af dem, ”En Billedhugger (Medaillør C. Christensen), der arbejder efter den levende Model” – de tre sidstnævnte i Den Kongelige Malerisamling – er umiddelbare virkelighedsbilleder, de to sidste ligefrem portrætter, forestillende vedkommende i deres daglige virksomhed. 
| Forkærlighed for det kunstige lys: Modelskolen og Fincks Kaffehus |  |  |
|                                                                   |  |  |

Hans udprægede sans for farven førte ham til en vis forkærlighed for det kunstige lys, og af de få billeder, som er offentligt tilgængelige, gengiver de to lampebelysning, Modelskolen og det fra rejsen hjemsendte Fincks Kaffehus. Efter at Bendz havde malet en del portrætter, som oftest i legemsstørrelse eller omhyggeligt sammenstillede portrætgrupper, anbefalede Akademiet ham til den obligatoriske dannelsesrejse til Italien, som først bragte ham til München, hvor han opholdt sig et helt år.
I 1826 malede han et selvportræt, der findes i Ribe Kunstmuseums samling.
Afskeden fra hjemmet og hans forlovede, Marie Raffenberg, en søster til etatsråd Raffenberg, dæmpede et øjeblik hans sprudlende livslyst, men den blussede snart op igen i det friske samliv med muntre kunstfæller i München, og de breve, han skrev til hjemmet, strømmede over af livlig meddelsomhed. Hovedfrugten af hans virksomhed, der er hans sidste større arbejde, er "Kunstnernes Bord i det Finckske Kaffehus". Det er en stor samling heldigt grupperede og vel trufne portrætter af samtidige kunstnere i en med megen skønhedssans og virkning gennemført aftenbelysning (udstilling 1834, Thorvaldsens Museum). Om efteråret rejste han over Tyrol til Italien; i Venedig følte han sig syg, men rejste dog videre med vennen Blunck, som han traf der. I de første dage af november kom han til Vicenza og døde af en lungesygdom der, 14. november 1832, endnu ikke fyldt 29 år.
Kunstakademiet havde grund til at beklage det uerstattelige tab, den danske kunst havde lidt ved hans død, thi hans få billeder, skønt for en del "Ungdomsarbejder", havde et så levende præg af sund naturopfattelse, af blik for farvens ejendommelige liv, for refleksernes spil, at enhver gengivelse i sin simple portrætlighed blev til ægte kunst under hans hånd, og de har udøvet og udøver stadig ikke ringe indflydelse på den unge, som med begejstring for sit kald kaster blikket tilbage på forgængeres studier.
Hans hovedværker omfatter portrætter af kunstnerkollegerne Ditlev Blunck og Christen Christensen (Statens Museum for Kunst), en skildring af akademiets modelskole (sammested) samt gruppeportrætterne Et Tobaksselskab (Ny Carlsberg Glyptotek) og Kunstnere i Fincks kaffehus i München (Thorvaldsens Museum).
| - Andre værker af Wilhelm Bendz - Dame med strikketøj, 1827 En af kunstnerens søstre (?) - Et tobaksselskab, udstillet 1828 - Malerne Wilhelm Bendz og Christian Holm i atelieret Ca. 1830 (Af Bendz ?) - Familien Waagepetersen, 1830 - Maleren Niels Peter Holbech, ca. 1824, Fuglsang Kunstmuseum - Cathrine von Halle, født Nathanson, 1830 - Familien Raffenberg, 1830 - Marie Raffenberg, Bendz' forlovede. 1831 - En vognport, 1831 (Partenkirchen) - Den tyske maler Wilhelm von Kaulbach, 1832 |